# Zaratán
Zaratán es un municipio y villa de España situada en la provincia de Valladolid, en la zona central de la comunidad autónoma de Castilla y León. Cuenta con una población de 6.249 habitantes (INE, 2021).

## Toponimia
El topónimo de Zaratán parece proceder de la palabra árabe çaratan, con un significado de «cangrejo fluvial». Otra posibilidad es su procedencia de la palabra sarita, también de origen árabe y que significa cordel; zaratán significaría por tanto taller u obrador donde se hacen cordeles.

## Geografía
Se localiza al oeste de la ciudad de Valladolid, con la que limita, en un terreno marcado por los valles que forman algunos arroyos tributarios del río Duero y el inicio de los páramos de los Montes Torozos. Está integrada en la comarca de la Campiña del Pisuerga. El municipio se sitúa a 6 kilómetros del centro de Valladolid y está a una altitud de 744 metros sobre el nivel del mar. La altitud del territorio oscila entre los 844 metros al noroeste (Montes Torozos) y los 716 metros al sureste, junto a uno de los arroyos tributarios del Pisuerga.  
El término municipal está atravesado por la Autovía de Castilla A-62, entre los pK 126 y 128, y por las carreteras N-601, entre los pK 195 y 196, y la VA-514, que conecta con Wamba y Castrodeza.  
| Noroeste: Villanubla                         | Norte: Villanubla, Valladolid | Noreste: Valladolid |
| Oeste: Ciguñuela                             |                               | Este: Valladolid    |
| Suroeste: Ciguñuela, Arroyo de la Encomienda | Sur: Arroyo de la Encomienda  | Sureste: Valladolid |

## Historia

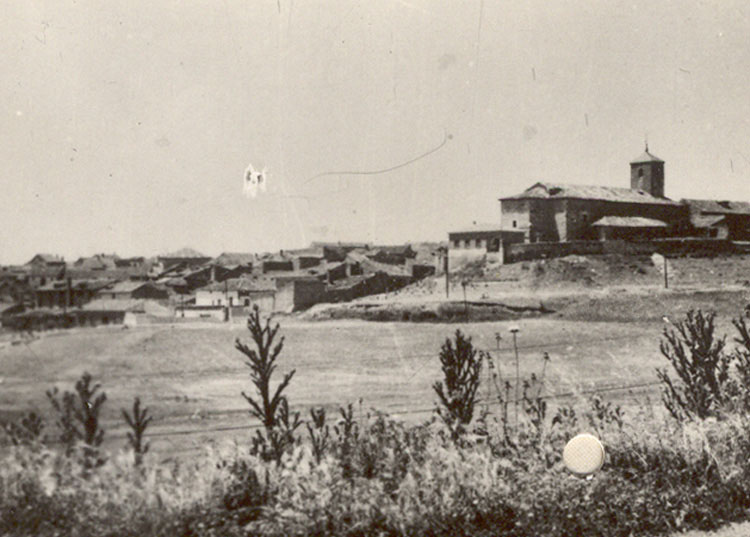
Vista panorámica del municipio, primera mitad.

Perteneció desde la época de Alfonso XI al monasterio de Santa María la Real de Huelgas, ejerciendo su abadesa el señorío y por tanto la jurisdicción civil sobre la villa, manteniéndose una relación entre el monasterio y la localidad. La Abadesa de las Huelgas Reales, era Marquesa de Zaratán.

## Demografía
Cuenta con una población de 6383 habitantes (INE 2024).
| Gráfica de evolución demográfica de Zaratán entre 1842 y 2021                                                         |
| |
| Población de derecho según los censos de población del INE. Población de hecho según los censos de población del INE. |

### Expansión demográfica
Zaratán ha experimentado un crecimiento demográfico espectacular durante los últimos años.
Concretamente ocupa el noveno puesto entre los municipios españoles de más de 5.000 habitantes con mayor aumento de la población entre los años 2000 y 2010, siendo el primero de la Comunidad de Castilla y León.
El incremento demográfico para este período fue de un 274,64%, según se desprende del informe "Datos económicos y sociales de los municipios de España", publicado por Caja España-Caja Duero en 2011.

## Símbolos
El escudo heráldico y la bandera que representan al municipio fueron aprobados oficialmente el 4 de febrero de 1994. La descripción del escudo es la siguiente:

«Escudo de estructura rectangular de escudo español con acabado inferior en punta, con relación proporcional entre sus líneas, de acuerdo con las normas de heráldica vigentes. El campo del escudo, que es de azur, con bandera en oro con árbol en su color circulado, consta de los siguientes elementos locales: A) En la parte central: La gran cruz del Temple en metal, plata en campo de blasón azur; B) en la parte inferior del campo: Tres barras gualdas en campo de gules. En la parte superior, Corona Real cerrada, con anillo en oro poblado de pedrería y campo de púrpura. Las diademas y perlas van cosidas en la parte superior a una esfera coronada y demás elementos heráldicos de la misma, en metal oro en campo de azur, con incrustaciones en sinople, gules y azur de la diferente pedrería.»
Boletín Oficial del Estado nº 52 de 2 de marzo de 1994

La descripción textual de la bandera es la siguiente:

«Cuadrada de color de gules con el escudo de armas municipal al centro, en sus colores.»
Boletín Oficial del Estado nº 52 de 2 de marzo de 1994

## Administración y política

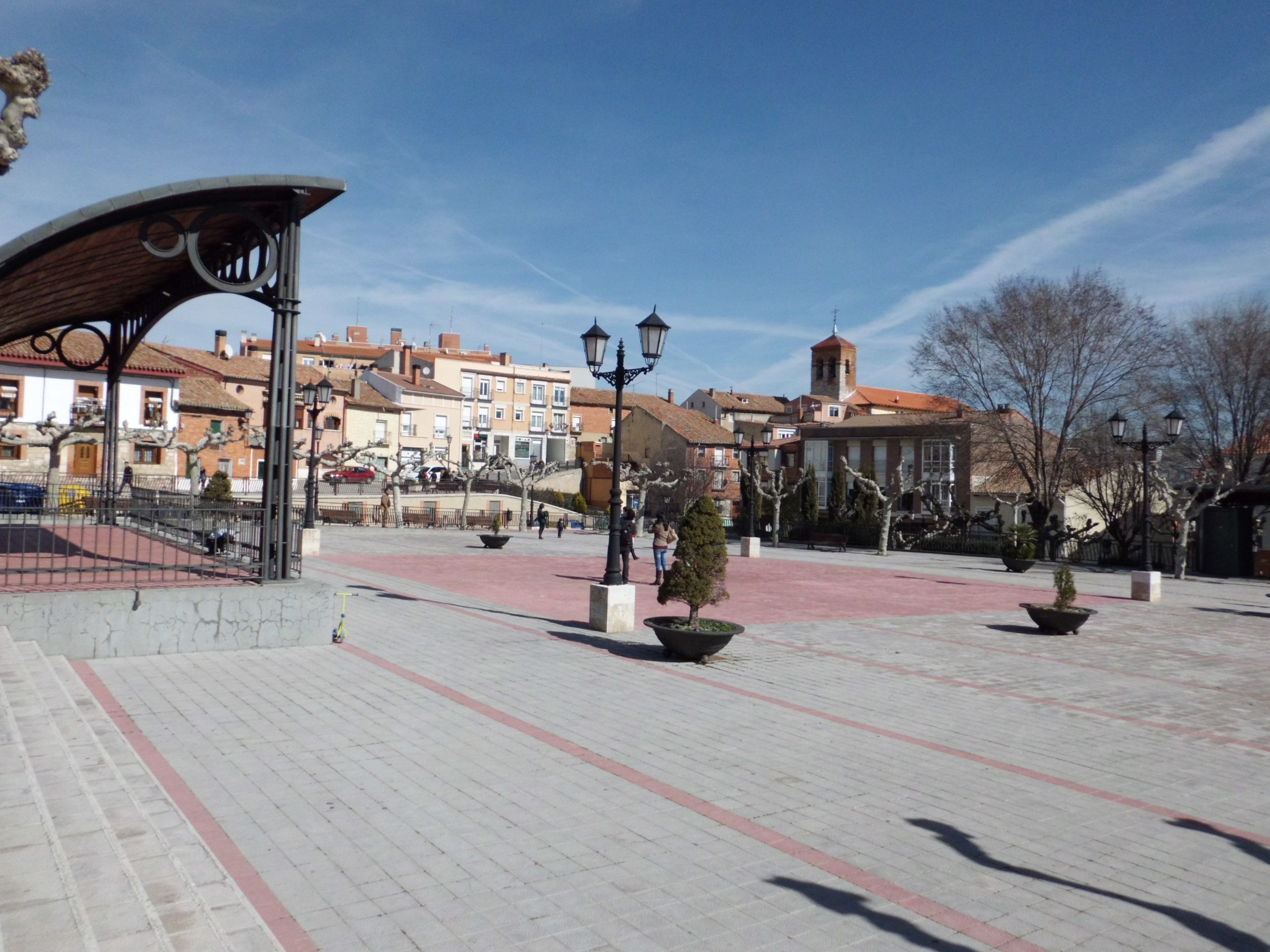
Plaza Mayor de Zaratán

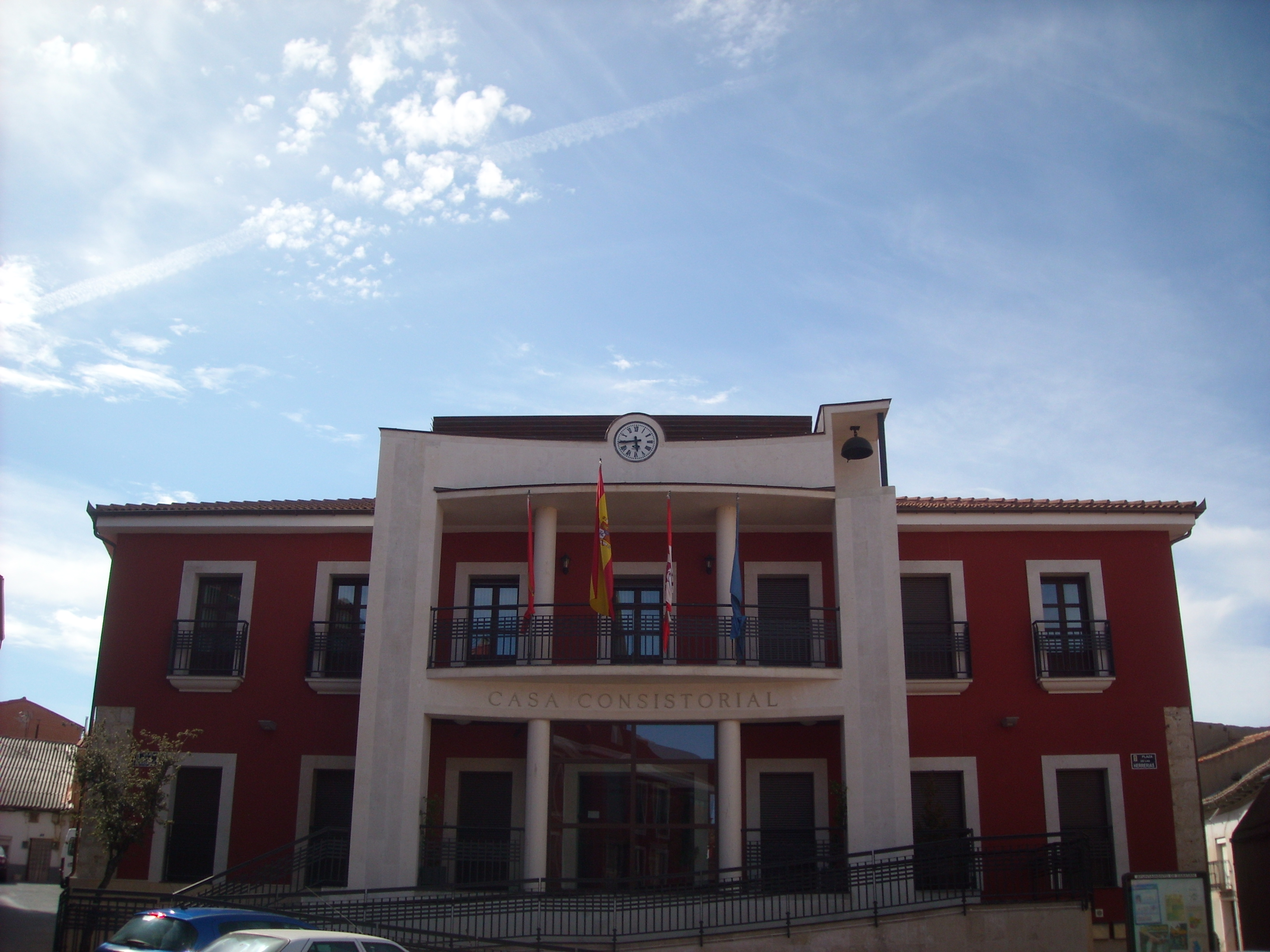
Casa consistorial

Tras las elecciones municipales de 2011, el Ayuntamiento de Zaratán, está compuesto por los siguientes partidos políticos: Partido Popular, con Carlos Carranza Lucas, el Partido Socialista Obrero Español, a cuyo frente se encuentra, José Luis Revuelta Giralda, Partido de Castilla y León – Candidatura Independiente, con Marciano Sanz Tojero, e Izquierda Unida Castilla y León, presidida por Miguel Torres Escapa.
El ayuntamiento está presidido por José Luis Revuelta del PSOE, tras recibir el apoyo de los concejales de IUCyL y del PCyL-CI.
El 31 de octubre de 2013, tras una moción de censura al alcalde anterior, fue elegida la nueva Alcaldesa Susana Suárez del Partido Popular (PP), con el apoyo de Partido de Castilla y León – Candidatura Independiente.
Resultados electorales del año 2003 al 2015
|                                                   | Concejales | Votos | %     | Concejales | Votos | %     | Concejales | Votos | %     | Concejales | Votos | %     | Concejales | Votos | %     |
| Partido político                                  | 2019       |       |       | 2015       |       |       | 2011       | 2011  | 2011  | 2007       | 2007  | 2007  | 2003       | 2003  | 2003  |
| PSOE                                              | 4          | 876   | 29,27 | 3          | 677   | 23,54 | 5          | 988   | 34,83 | 4          | 811   | 34,91 | 1          | 193   | 16,83 |
| PP                                                | 4          | 866   | 28,93 | 6          | 1129  | 39,26 | 6          | 1218  | 42,93 | 6          | 1071  | 46,10 | 6          | 583   | 50,83 |
| Cs                                                | 2          | 433   | 14,47 | 1          | 195   | 6,78  | -          | -     | -     | -          | -     | -     | -          | -     | -     |
| AIZ                                               | 1          | 278   | 9,29  | 2          | 390   | 13,56 | -          | -     | -     | -          | -     | -     | -          | -     | -     |
| VOX                                               | 1          | 258   | 8,61  | 0          | -     | -     | -          | -     | -     | -          | -     | -     | -          | -     | -     |
| Toma La Palabra / IUCyL                           | 1          | 188   | 6,28  | 1          | 280   | 9,74  | 1          | 205   | 7,23  | 1          | 175   | 7,53  | -          | -     | -     |
| CI - CCD (2015) PCyL - CI (2011) CI (2007 y 2003) | -          | 15    | 0,50  | 0          | 122   | 4,24  | 1          | 211   | 7,44  | 0          | 147   | 6,33  | 1          | 122   | 10,64 |
| TC-PNC                                            | -          |       |       | -          | -     | -     | -          | -     | -     | -          | -     | -     | 1          | 170   | 14,82 |

Resumen del escrutinio elecciones municipales 2015 Zaratán
| Escrutado | Concejales | Participación | Abstenciones | Votos nulos | Votos en blanco |
| --------- | ---------- | ------------- | ------------ | ----------- | --------------- |
| - 100%    | 13 -       | 2921 66,37%   | 1480 33,63%  | 45 1,54%    | 83 2,89%        |

## Cultura

### Patrimonio

#### Iglesia parroquial de San Pedro Apóstol

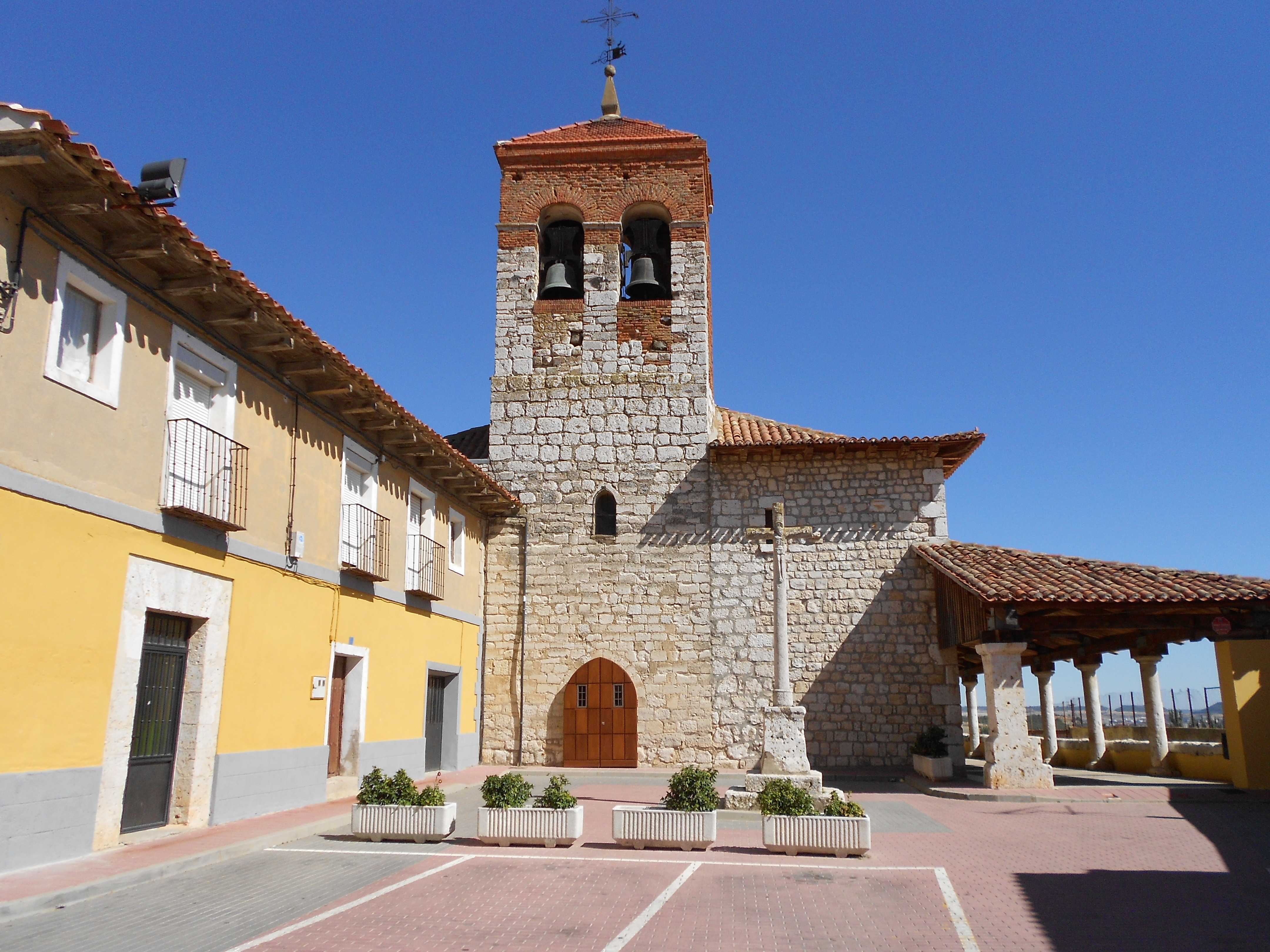
Iglesia parroquial de San Pedro Apóstol

La iglesia de Zaratán está consagrada a San Pedro y es la parroquia del pueblo. Su construcción data del siglo XVII, hecha en piedra y algunos paños de la torre en ladrillo. Por fuera es muy sencilla, con una puerta de acceso a los pies y bajo la torre que es de un solo cuerpo. Consta de un pórtico en el lateral de mediodía cuyo tejado inclinado se apoya sobre columnas de piedra. El interior es también muy sencillo, con planta dividida en tres naves que están separadas por pilares cuadrados. Consta de un coro a los pies.
Santo Cristo del Amparo
Crucificado de tamaño natural, madera policromada 180 x 68 x 17 cm. Obra de principios del siglo XVII (Cerca de 1621). En un principio considerado del taller de Gregorio Fernández, en el año 2008 se consolida como obra propia, de la etapa central del maestro, formando parte de la exposición "Gregorio Fernández, La Gubia del Barroco" en el museo de la Pasión de Valladolid.

#### Arquitectura urbana

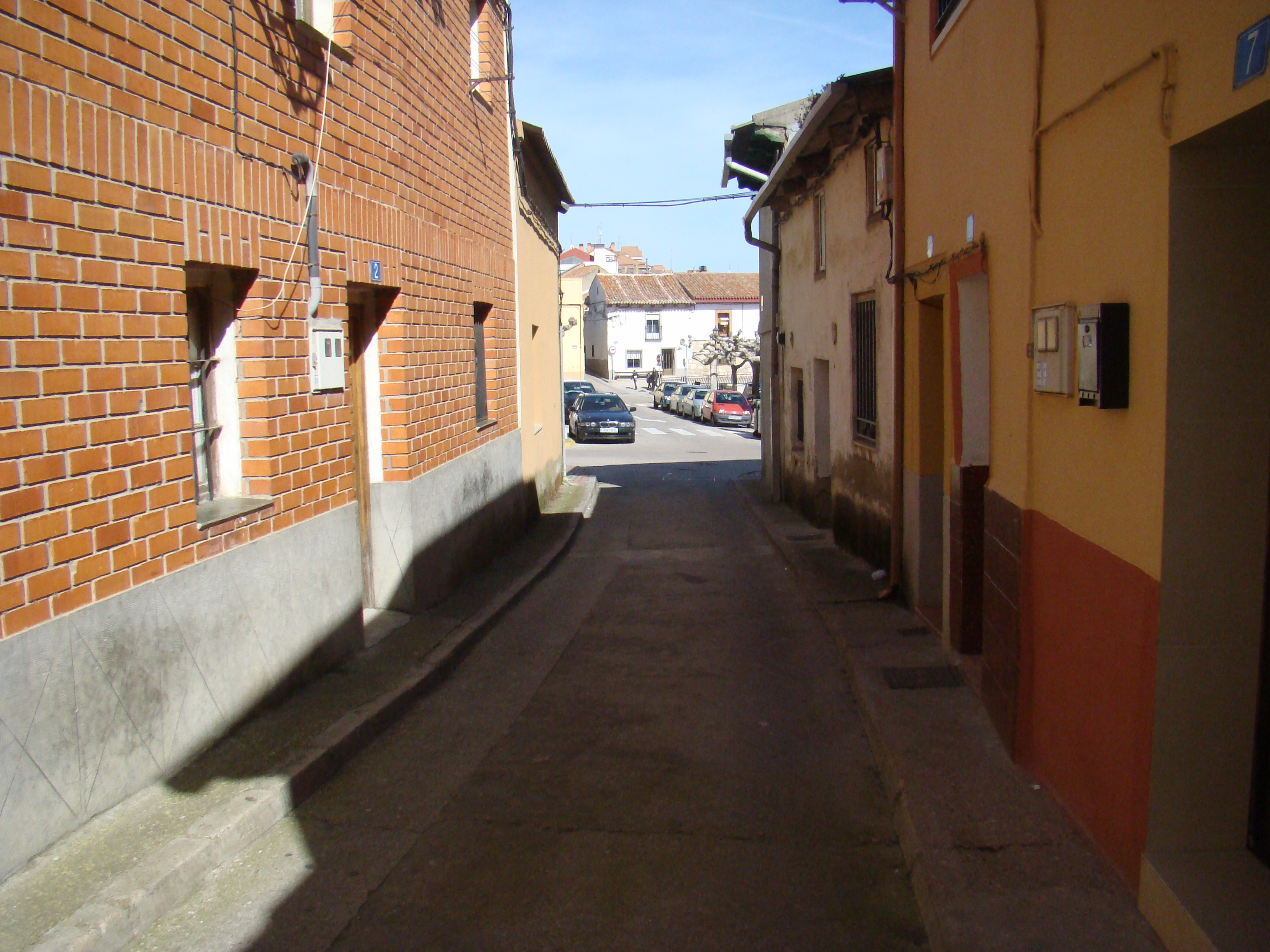
Calle del Pozo que desemboca en la plaza Mayor. A derecha e izquierda, casas tradicionales

Las casas tradicionales están hechas de mampostería, ladrillo y tapial. Se conservan algunas de origen señorial que ostentan su heráldica en la fachada, como la casa rectoral de los beneficiados de la parroquia en la calle del Corro; la casa que perteneció al Santo Oficio, en la acera de la plaza Mayor (antigua calle del Pozo); casa en la calle de las Tercias que probablemente perteneció al Monasterio de las Huelgas Reales de Valladolid.
Por el libro de fábrica de la iglesia parroquial donde se menciona la visita pastoral de 1621 se sabe que tuvo dos hospitales, uno era propiedad del concejo y el otro se llamaba «Hospital de Pedro Gutiérrez».

Luego pasó [su Señoría] al Hospital que llaman de Pedro Gutiérrez. Pasó al Hospital que llaman del Concejo.

En el mismo libro se mencionan dos ermitas:

Salió Su Señoría de la villa y visitó una ermita que está en las eras del dicho lugar, que se llama de Santa Olalla, la qual está caída, Y luego pasó a otra ermita que llaman de San Cristóbal, algo distante del dicho lugar, encima de una cuesta, y la halló muy mal parada... con su altar y encima un medio San Cristóbal de pincel.

#### Humilladero

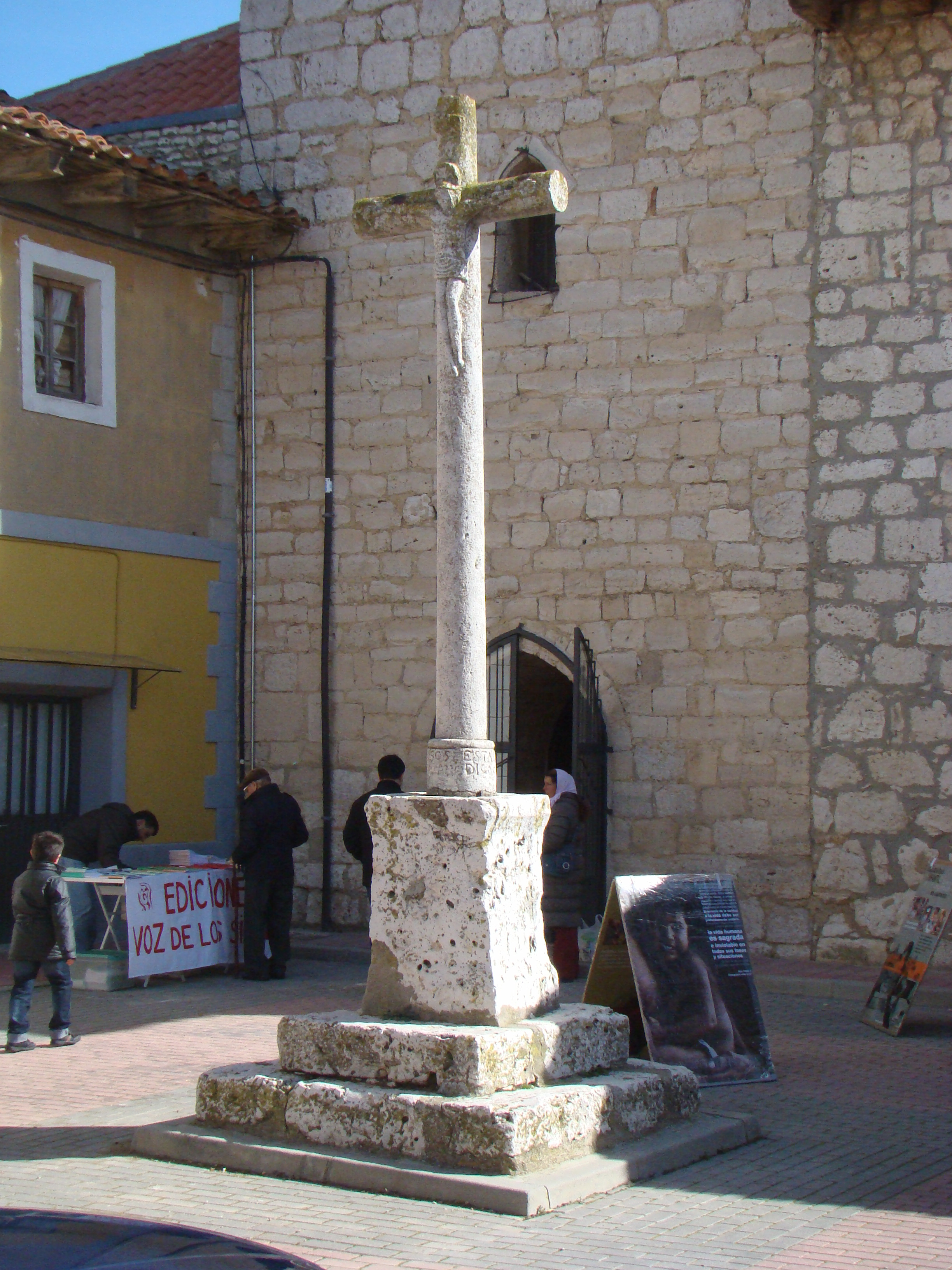
Cruz de piedra del humilladero colocada delante de la parroquia de San Pedro

Zaratán tuvo un humilladero de advocación desconocida cuya destrucción se acordó el 3 de noviembre de 1789, con el fin de vender y emplear sus materiales que se usaron para reparar la pared de la abacería, las fuentes y pilones, el empedrado y manguardias de la calle principal. No se vendieron: la campana, la lámpara, los adornos y crucifijo del altar mayor y la cruz de piedra.
La cruz de piedra referida es la que se halla delante de la parroquia de San Pedro; aún conserva una inscripción: «Pusose esta cruz el año 1599».
Todos estos edificios han pasado a formar parte del «patrimonio desaparecido de la provincia de Valladolid». Existió una tercera ermita cuya casa todavía se conserva aunque desfigurada y su interior cambiado: ermita de Santa María de la Cruz.

#### Antigua ermita de Santa María de la Cruz

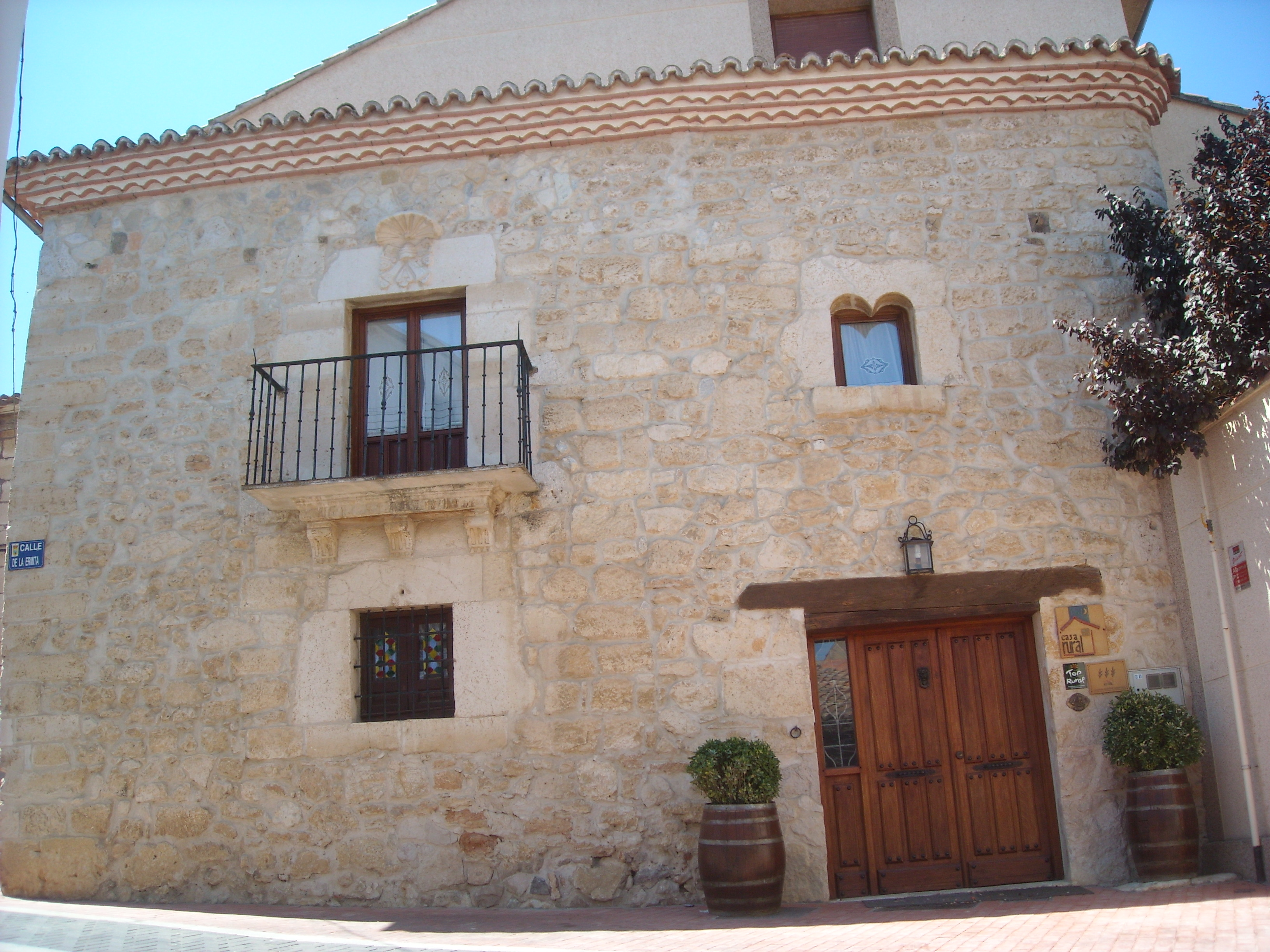
Edificio donde estuvo la antigua ermita de Santa María de la Cruz

Situada en la calle del Corro n.º 5. A juzgar por el emblema que ostenta en su fachada sobre el balcón, puede describirse como casa rectoral de los beneficiados de la iglesia parroquial de San Pedro.

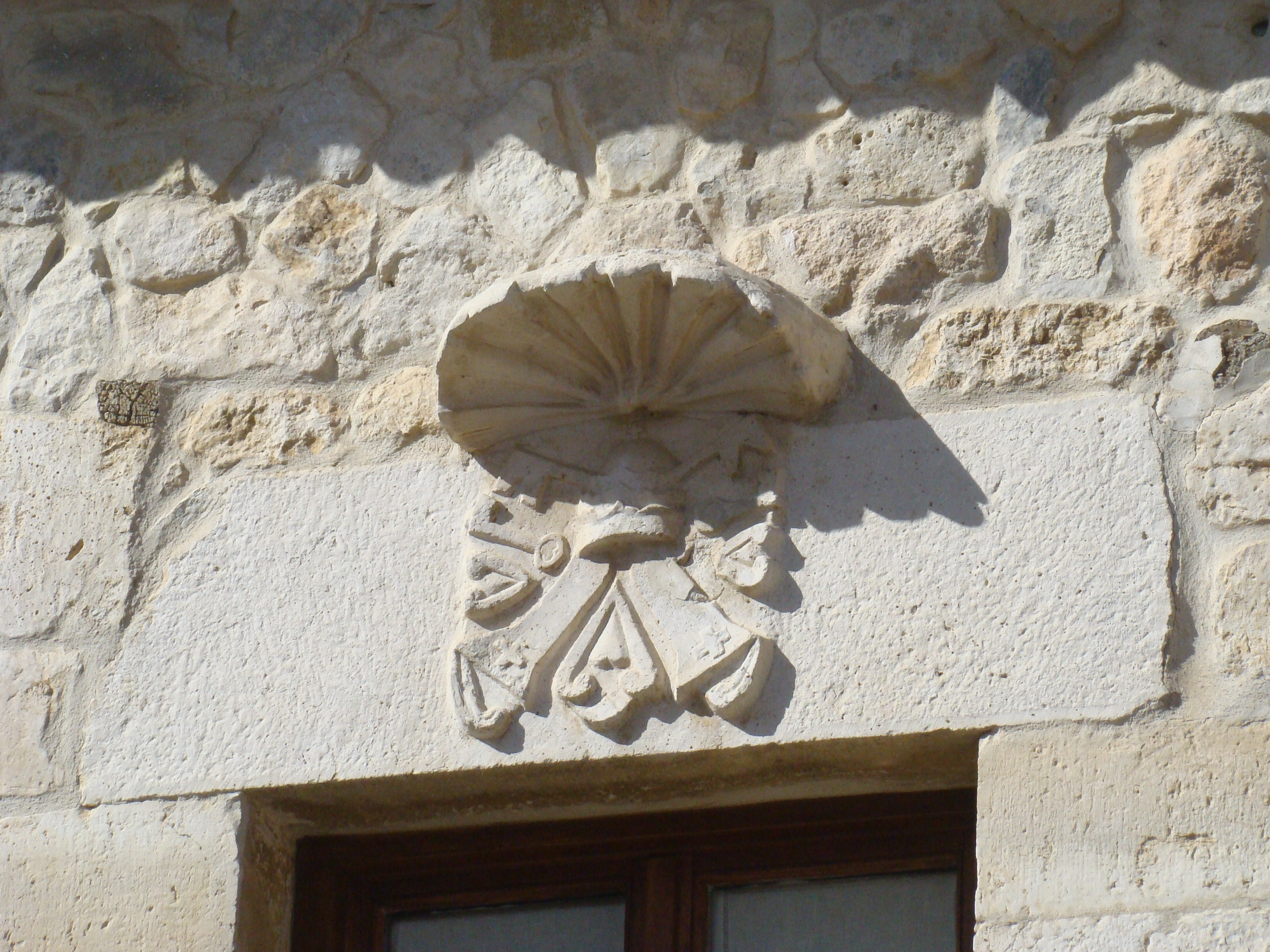
Pieza en forma de venera; debajo el emblema descrito

El emblema presenta una tiara papal sobre dos llaves cruzadas cobijado bajo una venera a modo de ménsula. La casa tiene reminiscencias góticas con una ventana geminada de arco conopial; se convirtió en ermita antes de 1621 pues así se la menciona en el libro de fábrica de la parroquia:

Ermita de Santa María, dentro del dicho lugar... en la que ay un altar tan solamente, con su retablo y una imagen de Nuestra Señora, de bulto.

También lo describe como ermita Madoz en su diccionario de mediados del siglo XIX. En los años 2000 pasó a ser en una casa rural, es decir un alojamiento turístico que se rige por la Ley 9/2011, de 29 de diciembre.

#### Casa de un familiar del Santo Oficio

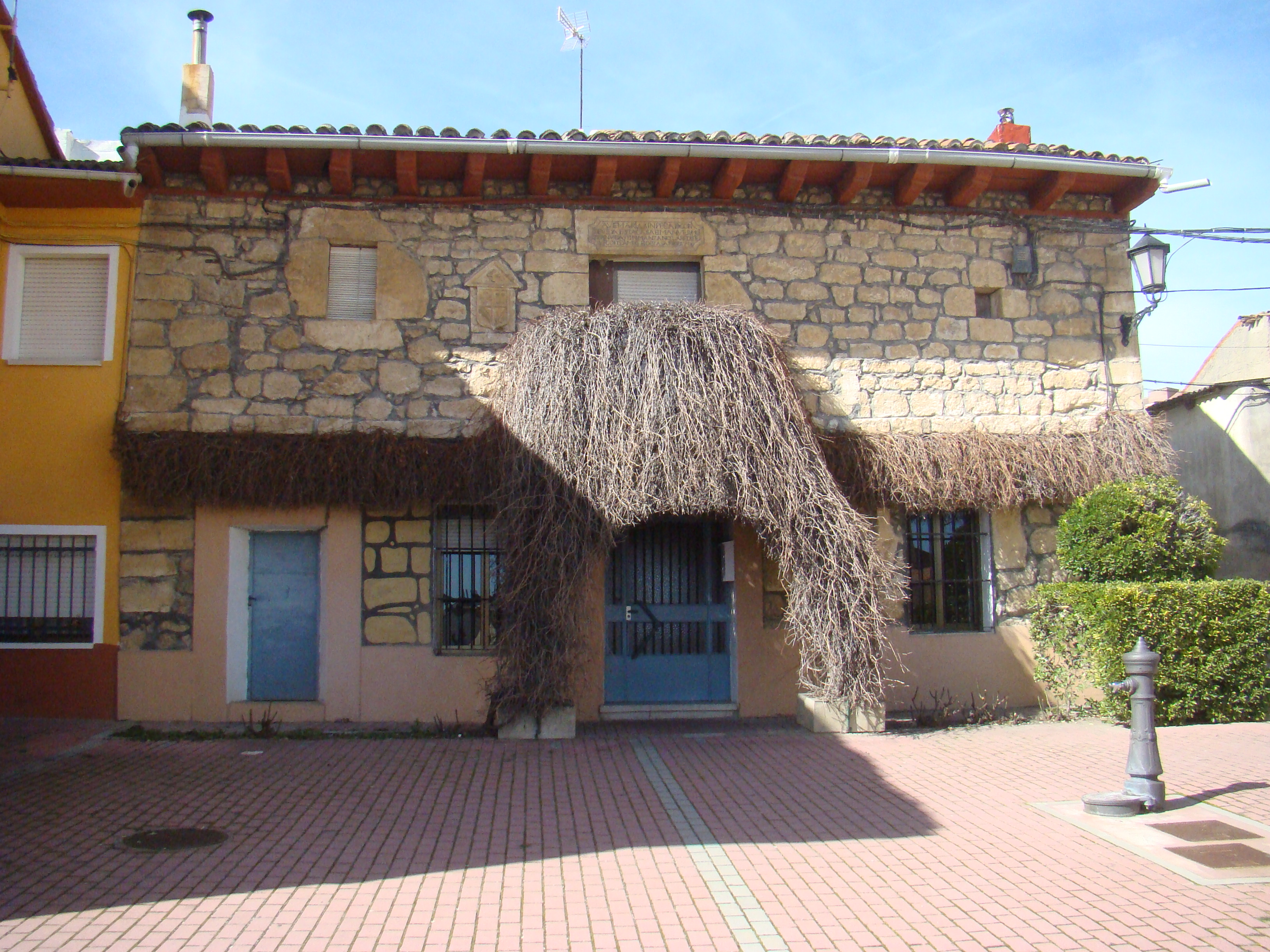
Por encima del balcón tapado por el ramaje puede verse la inscripción y a la izquierda el emblema de familiar de la Inquisición

Está situada en el n.º 9 de la acera de la plaza Mayor, pero antiguamente esta acera no era sino la continuación de la calle del Pozo, por lo que a dicha casa la situaban los legajos en esa calle. Es una vivienda de propiedad privada.
En su día perteneció a un Familiar del Santo Oficio lo que se deduce del emblema que puede verse en su fachada; además la inscripción en la piedra del dintel identifica al propietario:
ave maria sin pecado concevida

esta casa de manuel ramos zernvda y de m manzano

la redife v jº correa mro de obras año de 1748

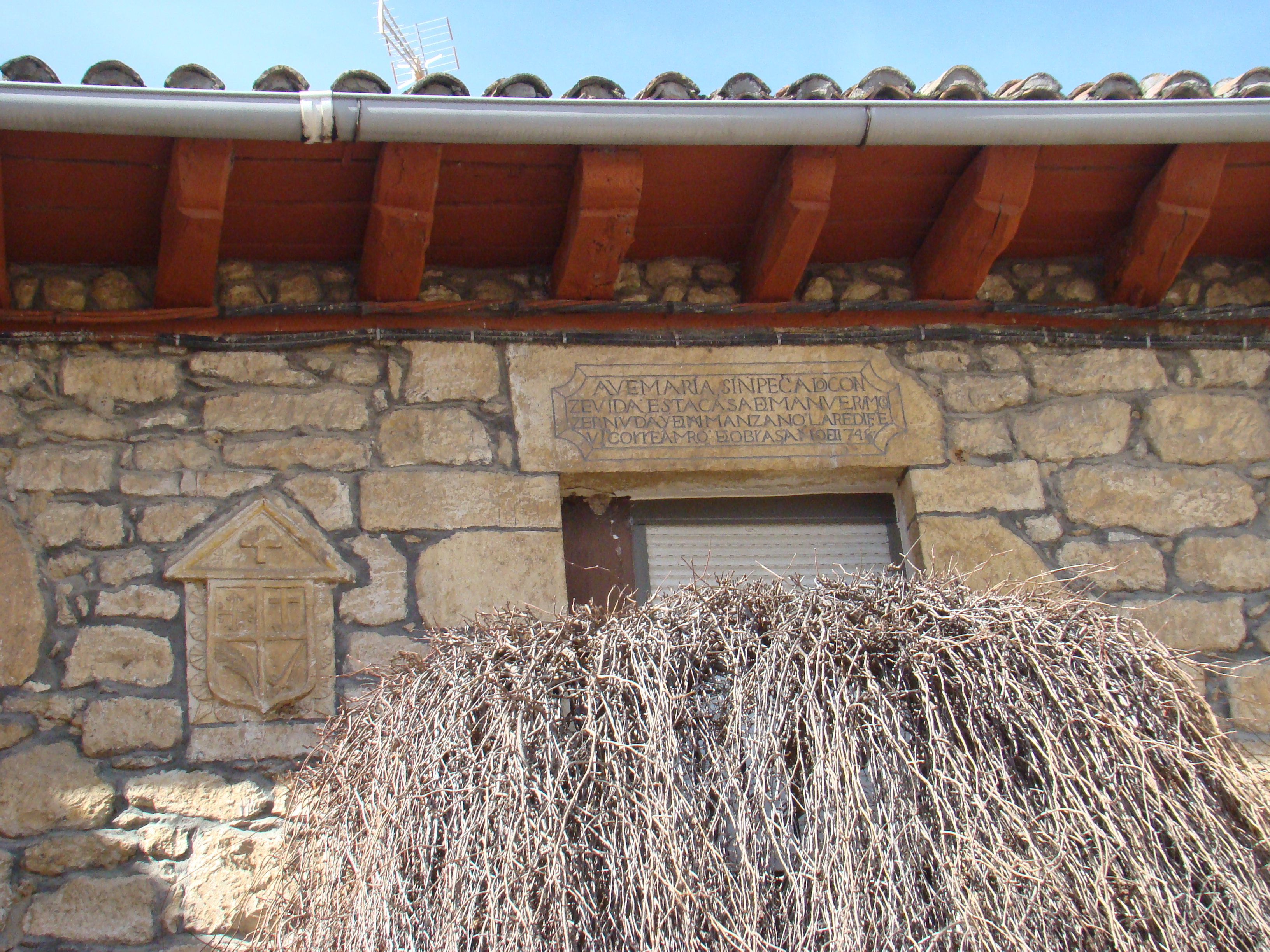
Detalle de la casa con la inscripción y el emblema

El emblema es cuartelado; cada cuartel consta de una cruz flordelisada; una cruz; una palma; una espada punta en alto. Por encima del escudo se desarrolla un frontón triangular en cuyo centro hay una cruz griega tallada. Todo está hecho en piedra.

### Fiestas y tradiciones
La Octava del Corpus Christi

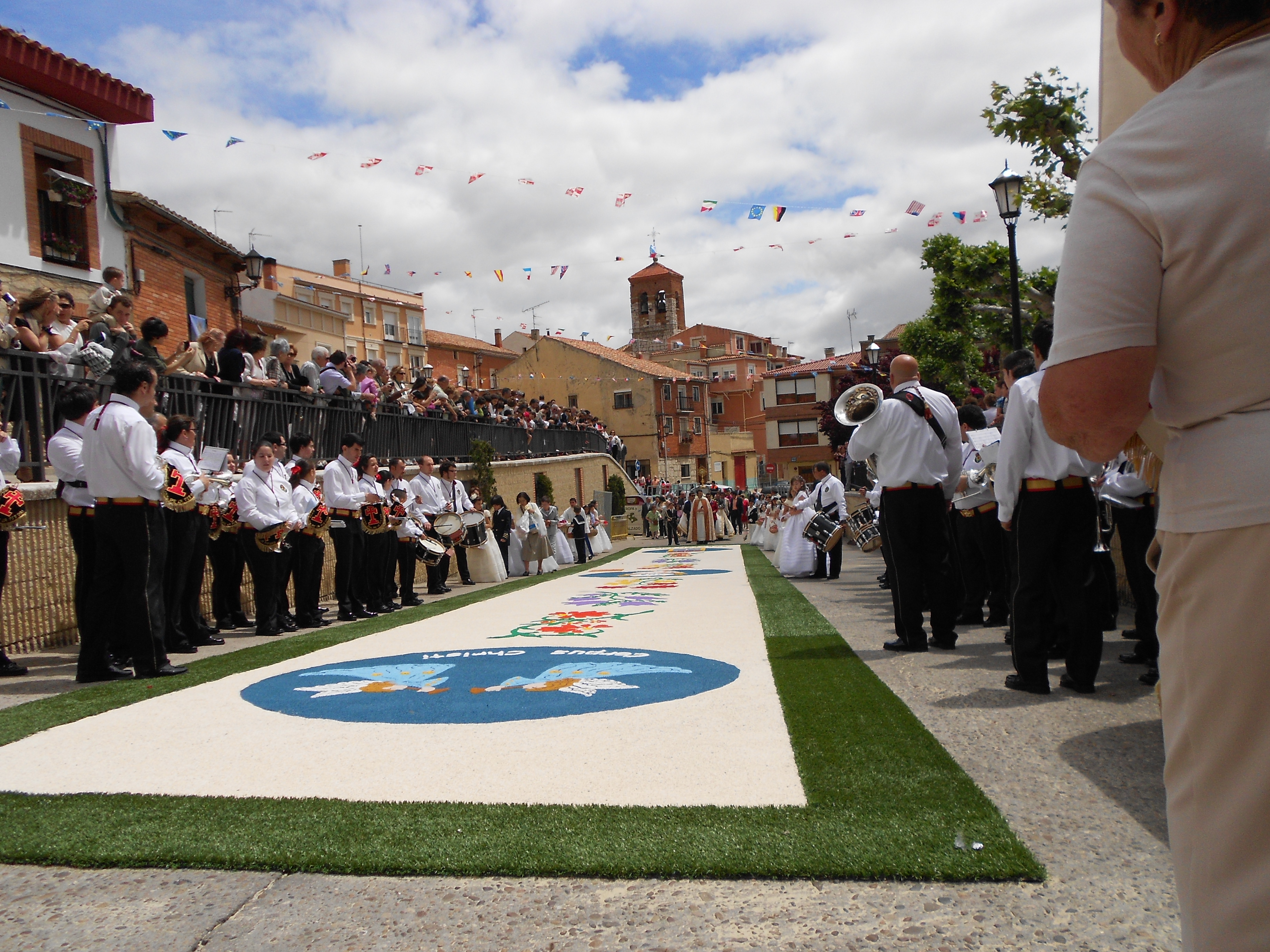
Procesión del Corpus Christi

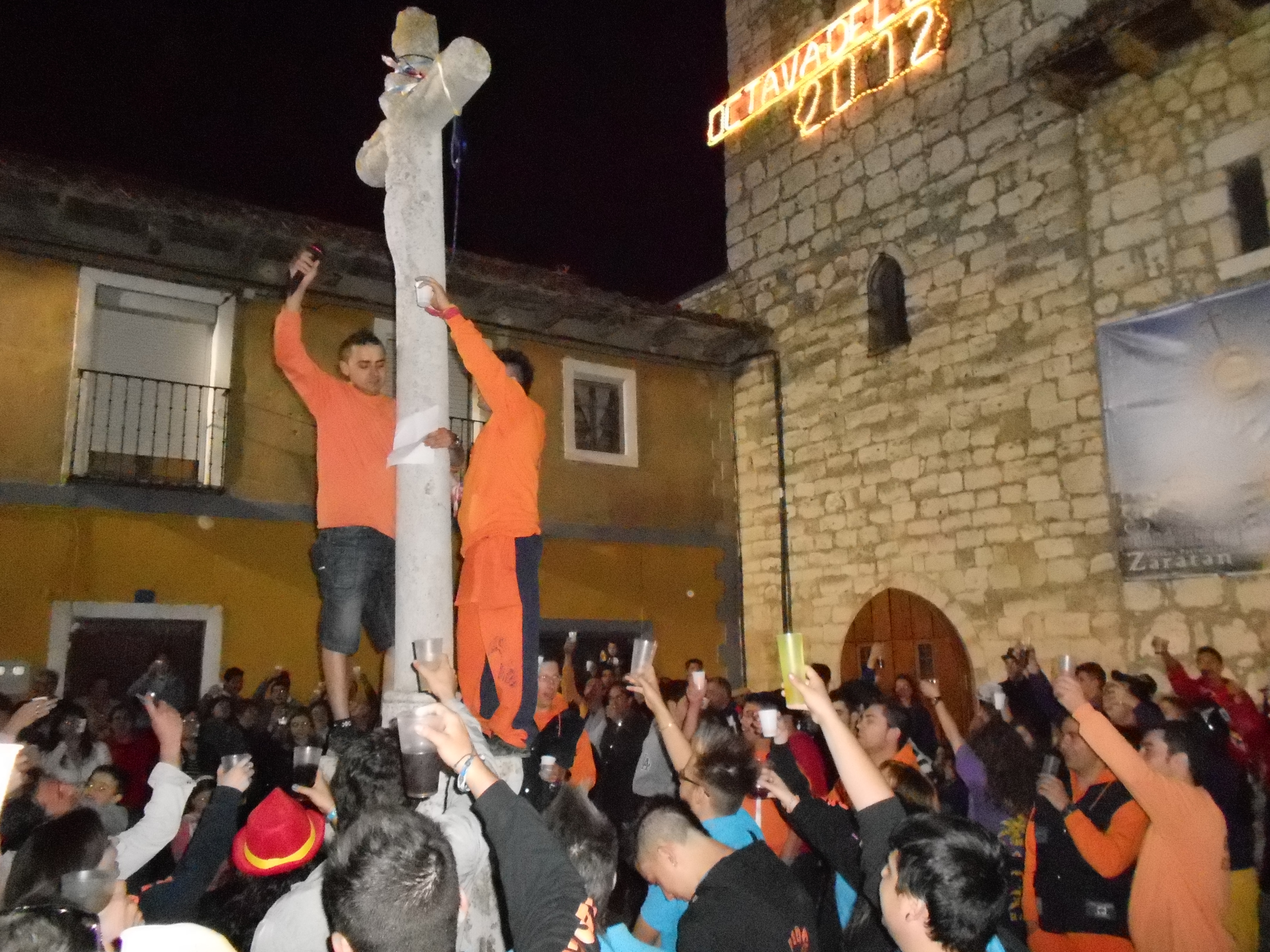
Brindis de las peñas, en las fiestas

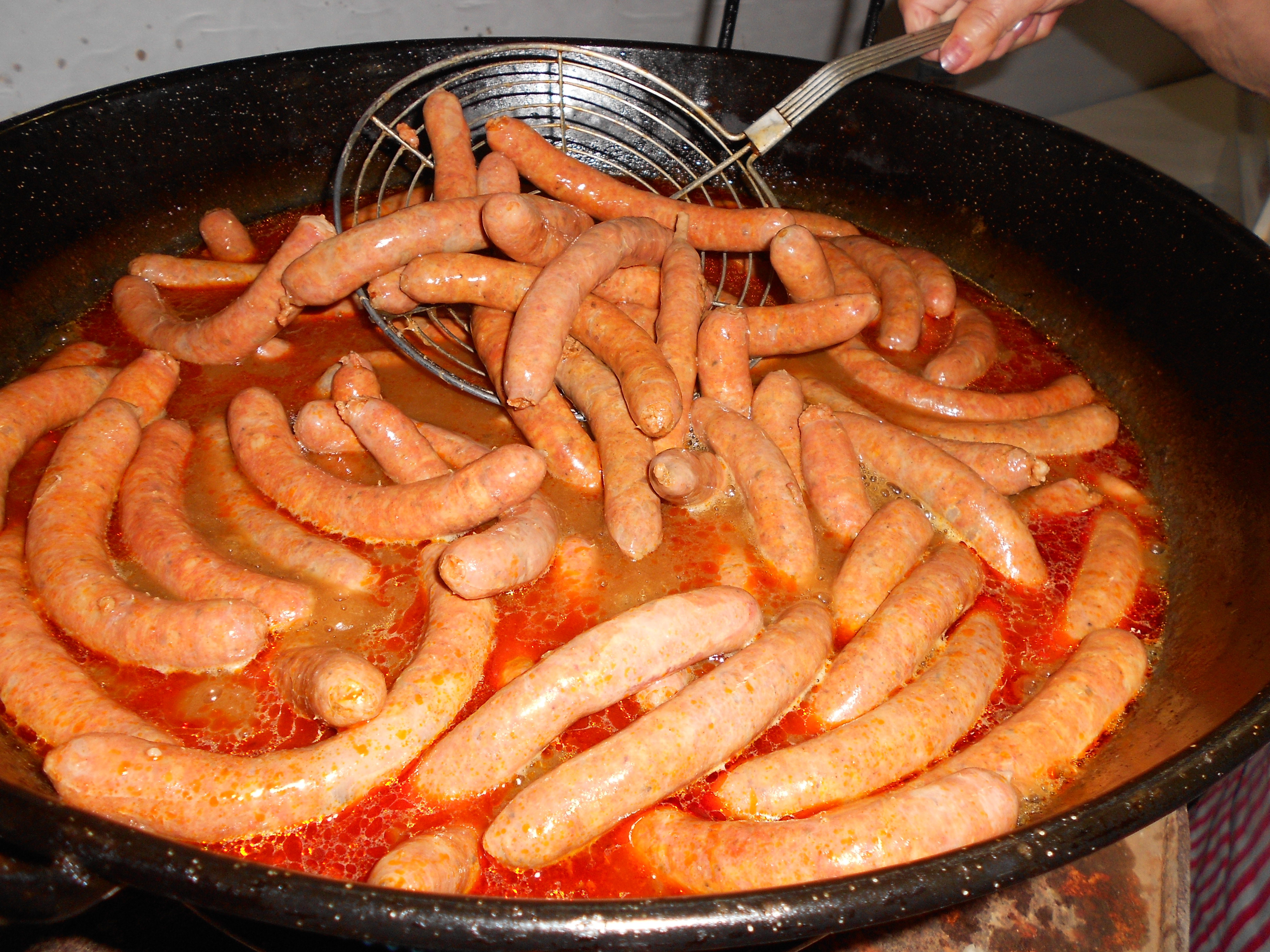
Fiesta de las Salchichas de Zaratán

Es la fiesta mayor de Zaratán, la fecha es variable y se celebra 60 días después del Domingo de Resurrección, coincidiendo con un fin de semana del mes de junio. Está dedicada a Jesús Sacramentado, siendo uno de los actos principales de las fiestas la procesión con La custodia que recorre las calles del pueblo, acompañada de los estandartes de las distintas cofradías y de los niños que han realizado ese año la primera comunión. (En otros tiempos también salían en andas todos los santos de la iglesia).
Lo más destacado a nivel lúdico, son los encierros por las calles de la villa, que se celebran por el día y por la noche. La animación de las peñas, las verbenas, danzas castellanas y un variado programa de actividades culturales y deportivas completa la programación festiva.
En los últimos años las peñas se reúnen, durante las ocho noches de fiesta en el crucero de la iglesia, donde realizan brindis por diferentes motivos, que incrementan cada día hasta completar ocho. Para marcarlo cuelgan una cinta de distinto color, en el crucero cada noche.
San Pedro Apóstol
El 29 de junio se celebra la fiesta del Patrón San Pedro Apóstol, titular de la iglesia parroquial de Zaratán y que preside el altar mayor de la misma.
La noche de la víspera se hace una hoguera en honor del santo, (hace años se realizaba una hoguera por cada barrio, que competían entre sí por formar la más grande, y el día de la fiesta por la tarde, una misa y procesión del patrón, acompañado de todos los santos de la iglesia).
En la actualidad, se celebra con una misa dedicada al patrón, una semana cultural, un encuentro de danzas castellanas y verbenas en la plaza mayor.
Fiesta de las salchichas de Zaratán
Se celebra el 2 de noviembre, organizada por el Ayuntamiento de Zaratán, con exhibiciones de la elaboración tradicional, degustación de salchichas y bailes regionales.
Actualmente se convoca un concurso de tapas, a base de salchichas, en los mesones y restaurantes de la localidad.